# Stobno-Borki
Stobno-Borki – wieś w Polsce, w województwie kujawsko-pomorskim, w powiecie tucholskim, w gminie Tuchola, na Pojezierzu Krajeńskim. Wchodzi w skład sołectwa Stobno.
Do 2023 miejscowość była przysiółkiem wsi Stobno.
W latach 1975–1998 przysiółek administracyjnie należał do województwa bydgoskiego.